# 刘建军 (1968年)
刘建军（1968年9月—），男，山东高密人，中华人民共和国政治人物。曾任青岛市委常委、副市长，2023年3月任潍坊市市长。